# Bayambang
Bayambang (Bayan ng Bayambang) är en kommun i Filippinerna. Kommunen ligger på ön Luzon, och tillhör provinsen Pangasinan. Folkmängden uppgår till 96 609 invånare.

## Barangayer
Bayambang delas in i 77 barangayer.
| - Alinggan - Amamperez - Amancosiling Norte - Amancosiling Sur - Ambayat I - Ambayat II - Apalen - Asin - Ataynan - Bacnono - Balaybuaya - Banaban - Bani - Batangcawa - Beldet - Beleng - Bical Norte - Bical Sur - Bongato East - Bongato West - Buayaen - Buenlag 1st - Buenlag 2nd - Cadre Site - Carungay - Caturay - Duera | - Dusoc - Hermoza - Idong - Inanlorenzana - Inirangan - Iton - Langiran - Ligue - M. H. del Pilar - Macayocayo - Magsaysay - Maigpa - Malimpec - Malioer - Managos - Manambong Norte - Manambong Parte - Manambong Sur - Mangayao - Nalsian Norte - Nalsian Sur - Pangdel - Pantol - Paragos - Poblacion Sur - Pugo | - Reynado - San Gabriel 1st - San Gabriel 2nd - San Vicente - Sangcagulis - Sanlibo - Sapang - Tamaro - Tambac - Tampog - Darawey (Tangal) - Tanolong - Tatarao - Telbang - Tococ East - Tococ West - Warding - Wawa - Zone I (Pob.) - Zone II (Pob.) - Zone III (Pob.) - Zone IV (Pob.) - Zone V (Pob.) - Zone VI (Pob.) - Zone VII (Pob.) |